# Bertoldo de Schweinfurt
Bertoldo de Schweinfurt (c. 915 - 15 de janeiro de 980) foi um nobre da Alta Idade Média Alemã. Aparece na documentação sua contemporânea pela primeira vez em 941 com a indicação de ser detentor de um título condal.

## Biografia
Em 960, surge mencionado como sendo conde de Radenzgau. Em 961, é dado como sendo conde de Raab e em 973 como sendo senhor do Condado de Volkfeld.
Estabeleceu várias contendas com os seus vizinhos, tendo tido sucesso na sua maioria, destacando-se na Boémia e na Hungria. Pelo sucesso obtido é nomeado como marquês desses territórios em 976. Em 980, ano da sua morte, aparece como conde do leste da Francônia.
As suas origens familiares não são totalmente conhecidas, embora seja dado pelos historiadores como sendo neto de Arnulfo I da Baviera, Duque da Baviera, facto que faz dele um membro da Dinastia Luitpolding. 
Bertoldo é mencionado em 941, como encarregado pelo imperador Otão I, Sacro Imperador Romano-Germânico da guarda do conde Lotário II de Walbeck (c. 915 - 21 de janeiro de 964), que tinha sido feito prisioneiro. Lotário II no ano seguinte foi perdoado, tendo vindo a casar com uma filha Bertoldo, Eilica Schweinfurt (m. 19 de agosto, 1015). Mais tarde, ela esteve na origem da construção da Catedral de Schweinfurt, em Schweinfurt, onde foi enterrada.
Em 964, Bertoldo foi novamente encarregado por Otão I com a guarda um outro prisioneiro, desta feita o rei Berengário II de Itália, que foi mantido prisioneiro em Bamberga. Em 973, Bertoldo participou no derrube do rebelde Henrique II da Baviera, Duque da Baviera.

## Relações familiares
Foi filho de Arnulfo I da Baviera (898 - 937) e de Judite de Friul, filha de Eberardo I de Sulichgau e de (856 - 889) e de Gisela de Verona. 
Foi casado com Eilica de Walbeck, de quem teve:
1. Henrique de Schweinfurt (c. 970 - 18 de setembro de 1017), marquês de Nordgau e casado em 1009 com Gerberga de Heneberga (968 - 1036), filha de Otão de Heneberga[2],
2. Eilica de Schweinfurt casada com Lotário II de Walbeck (915 - 21 de janeiro de 964) que depois da morte do marido tomou ordens sacras e foi para o convento.
3. Burcardo de Schweinfurt